# Thomas Lieb
Thomas Lieb (Estados Unidos, 28 de octubre de 1899-30 de abril de 1962) fue un atleta estadounidense, especialista en la prueba de lanzamiento de disco en la que llegó a ser medallista de bronce olímpico en 1924.

## Carrera deportiva
En los JJ. OO. de París 1924 ganó la medalla de bronce en el lanzamiento de disco, llegando hasta los 44.83 metros, siendo superado por su compatriota Clarence Houser que con 46.155 metros batió el récord olímpico, y por el finlandés Vilho Niittymaa (plata).